# Juan Jose Ryp
Juan José RyP, de son vrai nom Juan José Rodríguez Prieto, est un dessinateur espagnol de bande dessinée né le 21 août 1971 à Algésiras. Il est surtout connu pour ses travaux en collaboration avec Warren Ellis : Black Summer, No Hero et Wolfskin.

## Biographie

### Enfance et adolescence
Juan José Ryp est autodidacte. Les nombreuses bandes dessinées qu’il lit depuis son enfance influencent profondément son style, en particulier les œuvres de  Manara, Saudelli, Schuiten et surtout Mœbius. 
En 1985, il se lie avec les auteurs de sa ville natale qui éditent des fanzines de bande dessinée (Antonio Garrido García, Sebastián González Amaya, Diego J. Guerrero Cruces, Pepe Marín, Jesús Mescua et Eugenio Santos Pires). Il participe ainsi à la création du « Club de Amigòs del Còmic » et à des illustrations, expositions collectives et fanzines tels que Humor sátiro, Kristal (1987), Caballete (1988), Data, La Historieta (1992). Il participe parallèlement à différents concours de comics organisés par les revues Tótem el Comix et Zona 84 de Toutain Editor, dans lesquels il est régulièrement finaliste.

### Débuts de carrière professionnelle (1999-2002)
À la fin des années 1990, la maison d’édition espagnole MegaMultimedia l’engage pour réaliser des bandes dessinées érotiques. Il publie ainsi Lesbiación, Ignominía et Monique y Denise sur le thème du lesbianisme dans le magazine Wet Comix. Il réalise également pour leurs magazines Barbarian et Trece, les séries Bribones et Nancy in Hell avec pour thématiques respectives l’heroic fantasy et l’horreur. Lecteur assidu de Geoff Darrow, son style en porte fortement la marque.
Lorsque MegaMultimedia ferme ses portes, Juan José Ryp se voit obligé de renoncer temporairement au dessin et de travailler comme ouvrier de chantier afin de subvenir aux besoins de sa toute nouvelle petite famille. C’est grâce aux efforts de l’éditeur et scénariste de bandes dessinées Juan Antonio Torres, plus connu sous le nom d’El Torres (es), qu’il publie en 2002 El diario de Karol (sur un scénario d’Art Brooks) pour le magazine El Víbora et participe la même année à l’ouvrage collectif Alan Moore’s Magic Words, coédition de l’auteur britannique avec la maison d’édition américaine Avatar Press.

### Entrée sur le marché international (2003 à aujourd’hui)
Après la fermeture de Sulaco, maison d'édition d'Alan Moore, en octobre 2002, il travaille directement pour Avatar Press sur la franchise de comics RoboCop par Frank Miller et sur Another Suburban Romance par Alan Moore. À partir de 2006 commence une collaboration avec le scénariste Warren Ellis sur des mini-séries originales telles que Wolfskin, Black Summer et No Hero.
En 2010, il est engagé par Marvel Comics pour des spin-off de séries réputées comme Moon Knight, Le Punisher et Wolverine (The Best There Is avec le scénariste Charlie Huston).
Parallèlement, ses premiers ouvrages, encore inconnus sur le plan international, sont adaptés dans plusieurs langues et connaissent un large succès. En France, c’est la toute jeune société Tabou Éditions qui adapte et remasterise Lesbiación et Monique y Denise sous les titres Jeux de filles et Gladys et Monique.

## Œuvres

### En espagnol
- Lesbiación, MegaMultimedia, 1999
- Ignominia, MegaMultimedia, 1999
- Monique y Denise, MegaMultimedia, 1999
- Bribones, MegaMultimedia, 1999 (scénario d’El Torres)
- Nancy in Hell, MegaMultimedia et Image Comics, 2000-2010 (scénario d’El Torres)

### En anglais
- Alan Moore’s Magic Words, Sulaco et Avatar Press, 2002 (adapté par Art Brooks à partir de chansons, poèmes et autres écrits d’Alan Moore, illustré par divers artistes)
- Zaman’s Hill dans Alan Moore’s Yuggoth Cultures and Other Growths #1, Avatar Press, 2003 (en collaboration avec Alan Moore)
- Another Suburban Romance, Avatar Press, 2003 (adapté par Antony Johnston à partir d’écrits d’Alan Moore)
- Frank Miller’s RoboCop, Avatar Press, 2003-2006 (avec Steven Grant)
- A Nightmare on Elm Street: Paranoid #1-3, Avatar Press, 2005 (avec Brian Pulido)
- Wolfskin #1-3, Avatar Press, 2006-2007 (avec Warren Ellis)
- Black Summer #0-7, Avatar Press, 2007-2008 (avec Warren Ellis)
- No Hero #0-7, Avatar Press, 2008-2009 (avec Warren Ellis)
- Vengeance of the Moon Knight, Marvel, 2010 (avec Gregg Hurwitz)
- Punisher MAX: Happy Endings, Marvel, 2010 (avec Peter Milligan)
- Wolverine: The Best There Is, Marvel, 2010 (avec Charlie Huston)
- Clone #1-20, Image  Comics, 2012-2014 (avec David Schulner)

### En français
Black Summer, No Hero et Wolfskin ont été publiés en recueils par Milady graphics.
Les éditions Tabou ont traduit et remastérisé avec l'aide Juan José RyP ses titres érotiques Lesbiación et Monique y Denise dans Jeux de filles (2009) et Gladys et Monique (2010).